# Gottlieb Ziegler
Gottlieb Ziegler auch Gottlieb Ziegler-Bleuler (* 28. oder 9. August 1828 in Winterthur; † 22. Juni 1898 im Ortsteil Les Rasses in der Gemeinde Bullet bei Sainte-Croix), heimatberechtigt in Winterthur, war ein Schweizer reformierter Geistlicher und Politiker.

## Leben

### Familie
Gottlieb Ziegler stammte aus armen Verhältnissen und gehörte zur Bürgerfamilie Ziegler. Er war der Sohn von Heinrich Ziegler (* 1792), Leineweber und Holzmesser.
Seit 1853 war er mit Johanna Elisabetha, der Tochter des Salzfaktors Johannes Bleuler (1783–1858), verheiratet; gemeinsam hatten sie drei Töchter, zu denen gehörten unter anderem
- Gertrud Ziegler, verheiratet mit dem Politiker Heinrich Ernst[3];
- Martha Ziegler, verheiratet mit dem Juristen und Politiker Oskar Huber (1864–1928)[4].

Sein Schwager war der Politiker Salomon Bleuler.
Gottlieb Ziegler verstarb in seinem Kurort an einem Schlaganfall; die Trauerfeierlichkeiten fanden in der Stadtkirche Winterthur statt.

### Werdegang
Gottlieb Ziegler besuchte die Schulen und das obere Gymnasium, aus dem die heutige Kantonsschule Rychenberg hervorging, in Winterthur sowie das Gymnasium (siehe Kantonsschule Rämibühl) in Zürich, dort waren Salomon Bleuler und Friedrich Albert Lange seine Mitschüler.
1847 immatrikulierte er sich zu einem Theologiestudium an der Universität Zürich, bestand 1850 das Staatsexamen und wurde noch im selben Jahr ordiniert, bevor er von 1850 bis 1851 an der Universität Berlin das Studium fortsetzte.
Er wurde 1851 Vikar in Rorbas und war darauf von 1853 bis 1858 Pfarrer in Hedingen sowie von 1858 bis 1863 in Eglisau. Er unterrichtete unter anderem auch am Lehrerseminar Küsnacht; sein Adjunkt war der spätere dortige Direktor Heinrich Wettstein.
Von 1863 bis 1869 war er Lehrer für Religion und Latein am Gymnasium Winterthur.
Er war 1865 Mitgründer sowie bis 1877 Ausschussmitglied der Hypothekarbank Winterthur (siehe Bank in Winterthur), deren Geschäftslokal sich im Wollenhof befand, und von 1869 bis 1875 Aufsichtsratspräsident der Schweizerischen Rentenanstalt (siehe Swiss Life) sowie von 1872 bis 1877 im Verwaltungsrat der Schweizerischen Nordostbahn vertreten.
Seit 1877 übte er das Amt des Redaktors des Landboten (siehe Ziegler Druck- und Verlags-AG) aus und blieb bis zu seinem Tod in diesem Amt; zu seinen Mitarbeitern gehörte unter anderem auch der spätere Regierungspräsident Albert Locher. Nach dem Tod von Salomon Bleuler gab er im Landboten den Ton an; die Familie erbte Zeitung, Druckerei und Verlag und er gründete 1886 die Firma Geschwister Ziegler.

### Politisches und gesellschaftliches Wirken
Gottlieb Ziegler gehörte zum Führungskreis der Demokraten und leitete diese.
1852 gehörte er der Bezirksschulpflege von Bülach an.
Von 1859 bis 1862, 1877 bis 1883 sowie von 1890 bis 1898 war er Zürcher Gross- beziehungsweise seit 1869 Kantonsrat; er gehörte von 1868 bis 1869 auch dem Verfassungsrat an und vertrat den Grundsatz der Steuerprogression. 1859 brachte er eine Motion ein, die 1862 zur Aufhebung der kantonalen Ausnahmegesetze gegen die Juden führte, sodass sich im selben Jahr die Israelitische Cultusgemeinde Zürich bildete.
Er war besonders eng verbunden mit dem Stadtpräsidenten Johann Jakob Sulzer.
Ab 1880 war er Mitglied des Gemeindeausschusses von Winterthur und von 1895 bis 1898 des Grossen Stadtrats von Winterthur; in dieser Zeit übte er von 1895 bis 1896 das Amt des Präsidenten aus.
In der Zeit von 1869 bis 1877 war er als Regierungsrat Direktor für das Departement für Finanzen und ab 1875 für das Erziehungsdepartement; als Finanzdirektor formulierte er die neue Steuergesetzgebung für die erweiterten kantonalen Ausgaben und baute die Kantonalbank auf. Von 1870 bis 1873 sowie von 1876 bis 1877 übte er das Amt des Präsidenten des Regierungsrates aus; in diese Zeit fiel auch 1871 der Tonhallekrawall. 1875 trat er von seinem Amt als Regierungsrat zurück, nahm sein Rücktrittsgesuch dann jedoch einige Zeit später wieder zurück.
Er gehörte vom 6. November 1871 bis zum 1. März 1877 dem Nationalrat an und übte dort das Amt des Präsidenten von 1873 bis 1874 aus. Im Nationalrat war er Präsident der Kommission für das Banknotengesetz und leitete als Präsident die Verhandlungen über die Totalrevision der Schweizer Bundesverfassung und spielte hierbei, gemeinsam mit seinem Schwager Salomon Bleuler, eine Schlüsselrolle beim Ringen um die neue Bundesverfassung.
In der Lokalpolitik blieb Gottlieb Ziegler auch nach dem Scheitern der von ihm geförderten Schweizerischen Nationalbahn aktiv.

## Mitgliedschaften
In den Jahren 1848 und 1849 war Gottlieb Ziegler Präsident der Schweizerischen  Studentenverbindung Helvetia.

## Schriften (Auswahl)
- Warum? Rechtfertigung der demokratischen Bewegung und des Begehrens nach Verfassungsrevision. Winterthur, 1867 (Digitalisat).
- Meine Stellung und Thätigkeit als Vertreter der Regierung des Kantons Zürich im Verwaltungsrathe der Schweizerischen Nordostbahn-Gesellschaft – ein Beitrag zur Geschichte der Krisis der Nordostbahn. Winterthur, 1878 (Digitalisat).
- Johann Sebastian Claiss. Winterthur, 1887 (Digitalisat).